# محمدهادی زاهدی‌وفا
محمدهادی زاهدی‌وفا (زاده ۱۳۴۲ در تهران) سیاستمدار ایرانی و از فروردین ۱۴۰۲ رئیس مؤسسه عالی آموزش و پژوهش مدیریت و برنامه‌ریزی است.
وی پیش‌تر سرپرستی وزارت تعاون، کار و رفاه اجتماعی در دولت سیزدهم را برعهده داشت و قبل از آن معاون هماهنگی و نظارت اقتصادی و زیربنایی محمد مخبر معاون اول دولت سیزدهم و در دولت محمود احمدی‌نژاد معاون اقتصادی وزیر اقتصاد و همچنین عضو ستاد تدابیر ویژه اقتصادی شورای عالی امنیت ملی و شورای عالی تأمین اجتماعی بود.
او دانشیار گروه اقتصاد نظری و رئیس پیشین دانشکده معارف اسلامی و اقتصاد دانشگاه امام صادق است. وی دارای کارشناسی ارشد معارف اسلامی و اقتصاد از دانشگاه امام صادق و دکترای اقتصاد از دانشگاه اتاوا است. او در زمان تصدی سعید جلیلی، عضو تیم مذاکره کننده هسته‌ای ایران بود.
او عضو هیئت مدیره شرکت سرمایه‌گذاری تأمین اجتماعی (شستا) نیز بوده‌است.
سید ابراهیم رئیسی، رئیس‌جمهور ایران، او را به عنوان وزیر پیشنهادی برای وزارت‌خانه تعاون، کار و رفاه اجتماعی به دوره یازدهم مجلس شورای اسلامی معرفی کرد. در ۱۲ مهر ۱۴۰۱ این مجلس به وی رأی اعتماد نداد.

## سمتهای علمی[۷]
- هیئت تحریریه فصلنامه مطالعات میان‌رشته‌ای در علوم انسانی
- مدیر مسئول دوفصلنامه مطالعات اقتصاد اسلامی
- سردبیر مطالعات امنیت اقتصادی